# أليكس باينا
ألكس باينا (بالإسبانية: Álex Baena) هو لاعب كرة قدم إسباني، ولد في 20 يوليو 2001 في روكويتاس دي مار في إسبانيا.

## وصلات خارجية
- أليكس باينا على موقع الاتحاد الأوربي (الإنجليزية)
- أليكس باينا على موقع قاعدة بيانات كرة القدم.إي يو (الإنجليزية)
- أليكس باينا على موقع Soccerway.com (الإنجليزية)
- أليكس باينا على موقع عالم كرة القدم.نت (الإنجليزية)